# Wanted (OneRepublic)
Wanted è un singolo del gruppo musicale statunitense OneRepublic, pubblicato il 6 settembre 2019 come secondo estratto dal quinto album in studio Human.

## Descrizione
Scritto da Ryan Tedder con il bassista Brent Kutzle e Casey Smith, il brano è stato proposto dal gruppo durante i suoi concerti nel settembre 2018.

## Video musicale
Il video musicale, pubblicato in concomitanza con il lancio del singolo, è stato diretto da Christian Lamb e mostra Tedder danzare con altre ballerine prima di essere raggiunto dai restanti componenti del gruppo e da un quartetto d'archi per l'esecuzione del brano.

## Tracce
Testo e musiche di Ryan Tedder, Brent Kutzle, Casey Smith, Zach Skelton e Tyler Spry.
Download digitale
1. Wanted – 2:16

Download digitale – String Mix
1. Wanted (String Mix) – 2:15

Download digitale – remix
1. Wanted (TT Spry remix) – 2:54

## Formazione
Gruppo
- Ryan Tedder – voce, strumentazione, programmazione
- Brent Kutzle – strumentazione, programmazione, violoncello, arrangiamento strumenti ad arco
- Zach Filkins – strumentazione
- Eddie Fisher – strumentazione
- Drew Brown – strumentazione
- Brian Willet – strumentazione

Altri musicisti
- Tyler Spry – programmazione, chitarra aggiuntiva
- Alisa Xayalith – cori aggiuntivi
- Daniel Adams – violino
- David Davidson – violino
- David Angell – violino
- Betsy Lamb – viola
- Paul Nelson – violoncello
- Craig Nelson – contrabbasso
- Brandon Michael Collins – arrangiamento strumenti ad arco

Produzione
- Brent Kutzle – produzione
- Tyler Spry – produzione, ingegneria parti vocali
- Ryan Tedder – produzione
- Steve Wilmot – produzione aggiuntiva
- Șerban Ghenea – missaggio
- John Hanes – assistenza al missaggio
- Zack Skelton – produzione parti vocali
- John Nathaniel – produzione parti vocali, arrangiamento aggiuntivo
- Rich Rich – ingegneria parti vocali
- Carter Jahn – ingegneria parti vocali aggiuntiva
- Eric Gorman – ingegneria parti vocali aggiuntiva
- Spencer Bleasdale – assistenza tecnica
- OneRepublic – registrazione
- Doug Sarrett – ingegneria strumenti ad arco
- Chris Gehringer – mastering

## Classifiche
| Classifica (2019) | Posizione massima |
| ----------------- | ----------------- |
| Australia         | 78                |
| Irlanda           | 75                |
| Lituania          | 36                |
| Repubblica Ceca   | 76                |
| Scozia            | 86                |
| Slovacchia        | 82                |
| Stati Uniti       | 109               |
| Svizzera          | 37                |